# Something (cântec de Andrius Pojavis)
Something este un cântec interpretat de cântărețul litualian Andrius Pojavis,care va reprezenta Lituania la Concursul Muzical Eurovision 2013 .
Melodia a fost aleasă pe 20 decembrie 2012 când a primit 12 puncte din partea juriului și 8 puncte din partea publicului.